# Rüdiger von Fritsch
Rüdiger Freiherr von Fritsch (ur. 28 grudnia 1953 w Siegen) – niemiecki dyplomata, w latach 2010–2014 ambasador Niemiec w Polsce, w latach 2014-2019 ambasador w Rosji.

## Życiorys
Baron Rüdiger von Fritsch-Seerhausen studiował germanistykę i historię w Erlangen i Bonn, w latach 1984-2019 w służbie dyplomatycznej Niemiec. W lipcu 2019 przeszedł na emeryturę.
W latach 1986–1989 był referentem politycznym w ambasadzie RFN w Warszawie. Do jego zadań należało wtedy m.in. utrzymywanie kontaktu z ówczesną opozycją w Polsce. W latach 1989–1992 pracował jako referent ds. prasy i kultury w niemieckiej ambasadzie w Nairobi. W późniejszym okresie był zatrudniony m.in. w niemieckim Ministerstwie Spraw Zagranicznych i w przedstawicielstwie Niemiec przy Unii Europejskiej w Brukseli.
W latach 2004–2007 był zastępcą szefa Bundesnachrichtendienst. Następnie kierował wydziałem gospodarki i rozwoju Ministerstwa Spraw Zagranicznych (2007–2010).
W 2009 wydał książkę Die Sache mit Tom – eine Flucht in Deutschland (polski przekład Kamili Gierko i Winfrieda Lipschera Stempel do wolności. Ucieczka z Niemiec do Niemiec, 2012) opisującą jego starania wydostania kuzyna i dwóch przyjaciół z NRD w 1974. Przyznał się w niej do podrobienia zachodnioniemieckich paszportów.
W lipcu 2010 został mianowany ambasadorem Niemiec w Polsce, w styczniu 2014 został ambasadorem Niemiec w Rosji,, którym pozostał do 2019 roku.

## Rodzina
Jest żonaty z Hubertą von Gaisberg-Schöckingen, mają pięcioro dzieci. Bratem jego dziadka był poległy w 1939 roku pod Warszawą gen. Werner von Fritsch.